# Christiane Brenner
Christiane Brenner (* 11. března 1963, Starnberg, Německo) je německá historička, zabývající se dějinami českých zemí.
Christiane Brenner studovala historii v Lyonu, Mnichově, Berlíně a Praze. Od roku 1998 pracuje v Collegiu Carolinu. Od roku 1999 vede časopis Bohemia, který se specializuje na dějiny českých zemí. Christiane Brenner se věnuje českým dějinám po roce 1945.

## Dílo
- BRENNER, Christiane. Mezi Východem a Západem: české politické diskurzy 1945-1948. Praha 2015